# Croton somalensis
Croton somalensis är en törelväxtart som beskrevs av Ferdinand Albin Pax. Croton somalensis ingår i släktet Croton och familjen törelväxter. Inga underarter finns listade i Catalogue of Life.